# Jan Wils

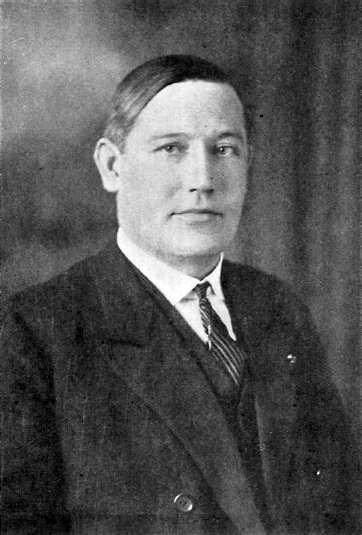

Jan Wils (Alkmaar, 22 de fevereiro de 1891 – Voorburg, 11 de fevereiro de 1972) foi um arquiteto holandês conhecido pela sua breve filiação no movimento artístico De Stijl e por ter sido responsável pela construção do Estádio Olímpico de Amsterdã. Ele era um grande admirador do arquiteto americano Frank Lloyd Wright e da vida moderna americana, o que resultou em um número de complexos de apartamentos, incluindo a habitação Daal Berg, agora identificados com o termo Nova Escola de Haia. Ele também foi membro ativo em associações e escreveu para vários jornais e revistas de arquitetura.